# Austin A40 Farina
Austin A40 Farina – subkompaktowy samochód osobowy produkowany przez brytyjską firmę Austin Motor Company w latach 1958−1967. Dostępny jako 2-drzwiowy sedan i 3-drzwiowy hatchback. Do napędu używano silników R4 o pojemności 0,95, a później 1,1 litra. Moc przenoszona była na oś tylną poprzez 4-biegową manualną skrzynię biegów. Powstały dwie generacje A40 Fariny. Samochód został zastąpiony przez model 1100.

## Dane techniczne ('58 0.95)

### Silnik
- R4 0,95 l (948 cm³), 2 zawory na cylinder, OHV
- Układ zasilania: gaźnik
- Średnica cylindra × skok tłoka: 62,94 mm × 76,20 mm
- Stopień sprężania: 8,3:1
- Moc maksymalna: 35 KM (25,5 kW) przy 4750 obr./min
- Maksymalny moment obrotowy: 68 N•m przy 2000 obr./min

### Osiągi
- Przyspieszenie 0-100 km/h: b/d
- Prędkość maksymalna: 116 km/h

## Dane techniczne ('62 1.1)

### Silnik
- R4 1,1 l (1097 cm³), 2 zawory na cylinder, OHV
- Układ zasilania: gaźnik
- Średnica cylindra × skok tłoka: 64,58 mm × 83,72 mm
- Stopień sprężania: 8,3:1
- Moc maksymalna: 50 KM (37 kW) przy 5100 obr./min
- Maksymalny moment obrotowy: 81,5 N•m przy 2500 obr./min

### Osiągi
- Przyspieszenie 0-100 km/h: b/d
- Prędkość maksymalna: 133 km/h

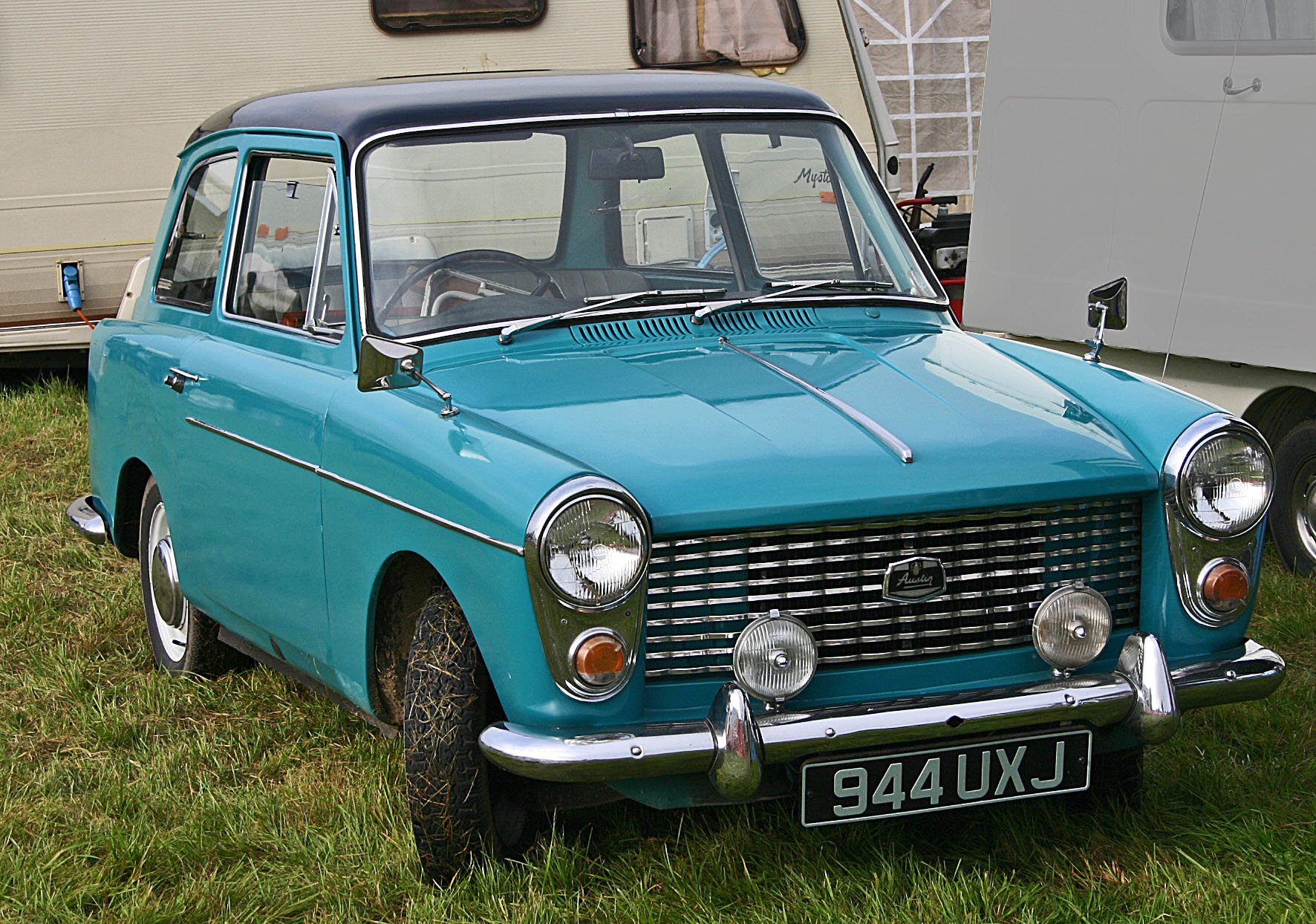
A40 Farina Mark I
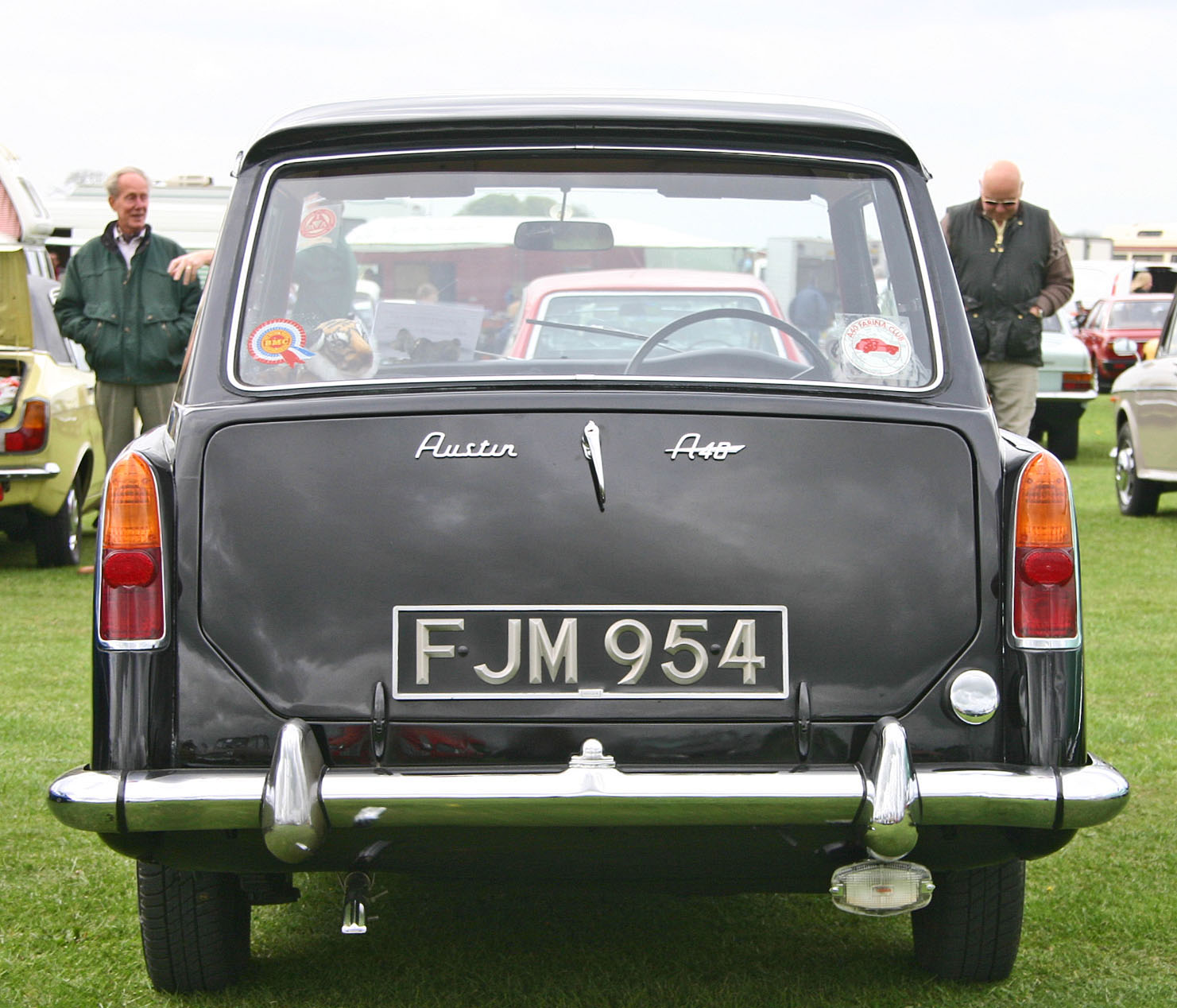
A40 Farina Mark I
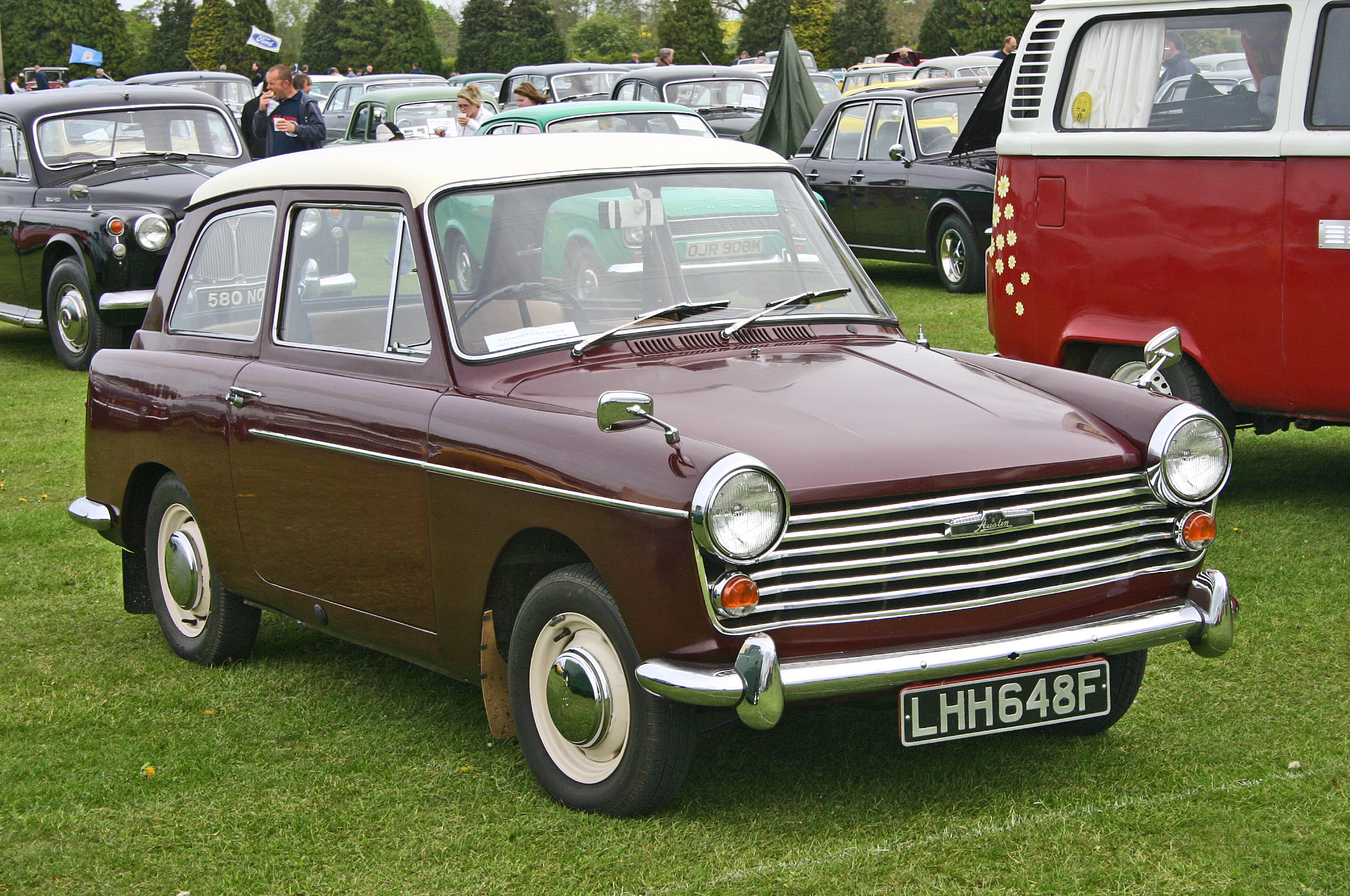
A40 Farina Mark II
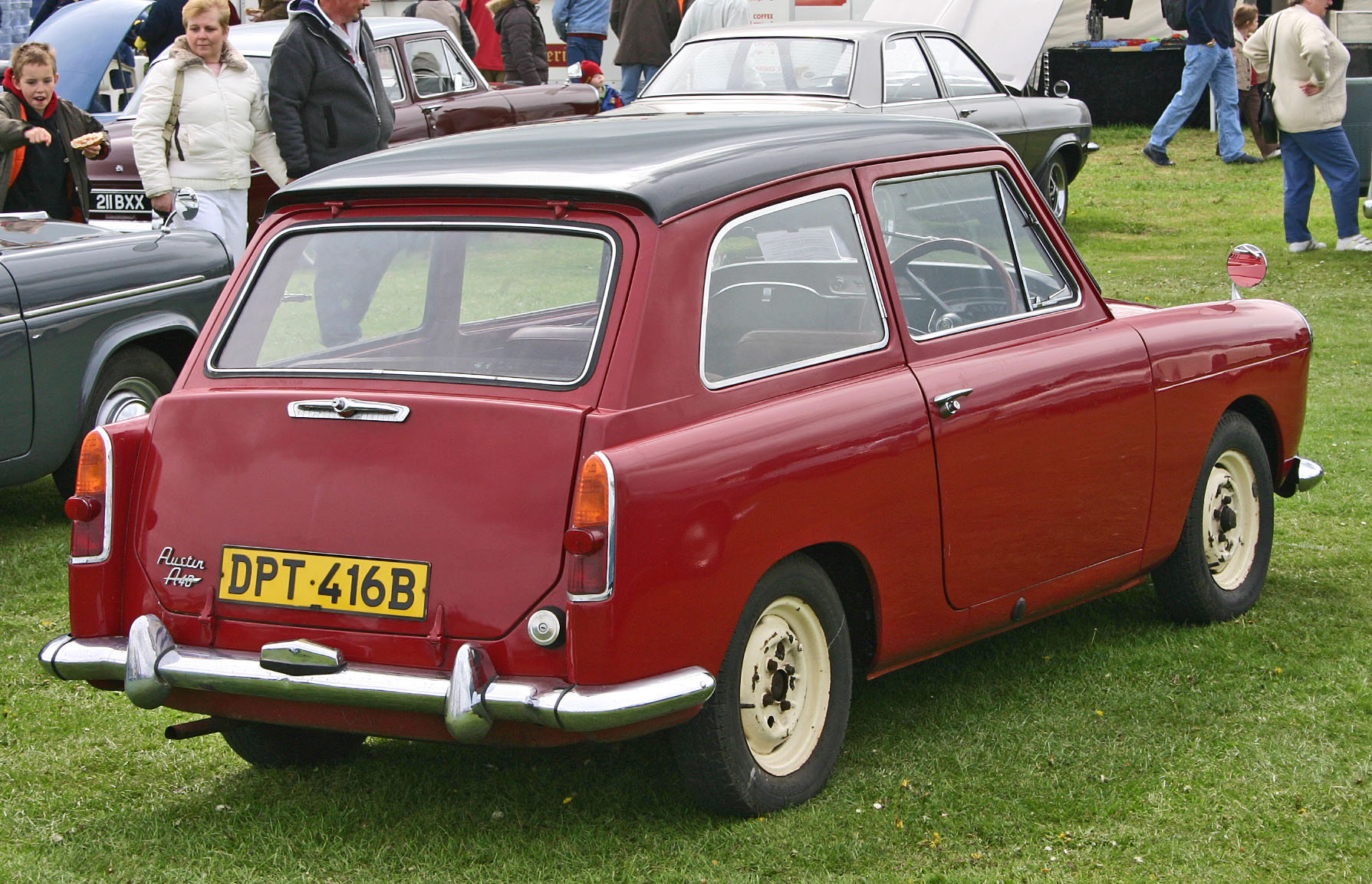
A40 Farina Mark II Countryman